# Yamanashi (prefectuur)

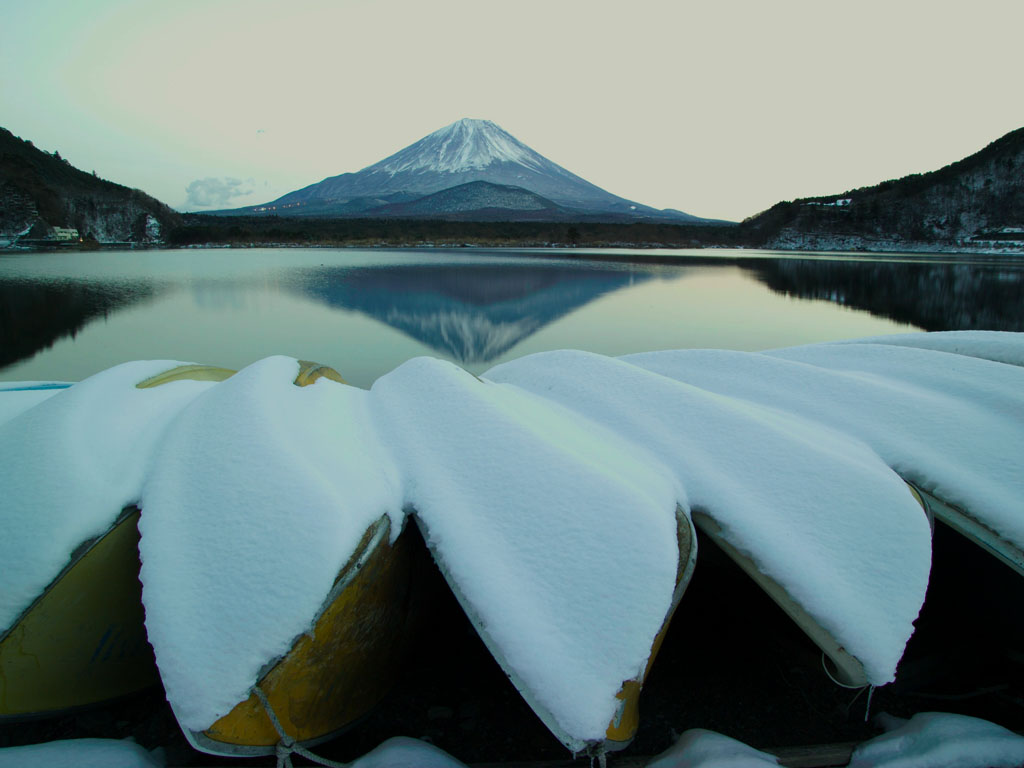
De berg Fuji gezien vanaf het Shōji meer in de prefectuur Yamanashi.

De  prefectuur Yamanashi  (Japans: 山梨県, Yamanashi-ken) is een Japanse prefectuur in de regio Chubu op het eiland Honshu. Yamanashi heeft een oppervlakte van 4465,37 km² en had op 1 april 2008 een bevolking van ongeveer 872.845 inwoners. De hoofdstad is Kofu(甲府).

## Geschiedenis
De prefectuur Yamanashi vormde tot aan de Meiji-restauratie de provincie Kai. Tijdens de Sengoku-periode was Takeda Shingen daimyo van Kai.

## Geografie
De prefectuur Yamanashi wordt begrensd door de prefecturen Tokio, Kanagawa, Saitama, Shizuoka, en Nagano.
De berg Fuji vormt een deel van de zuidelijke grens.
De administratieve onderverdeling is als volgt:

### Zelfstandige steden (市) shi
Er zijn 13 steden in de prefectuur Yamanashi.
- Chuo
- Fuefuki
- Fujiyoshida
- Hokuto
- Kai
- Kofu (hoofdstad)
- Koshu
- Minami-Alps
- Nirasaki
- Otsuki
- Tsuru
- Uenohara
- Yamanashi

### Gemeenten (郡 gun)
De gemeenten van Yamanashi, ingedeeld naar district:
| District        | Gemeenten                                                               |
| --------------- | ----------------------------------------------------------------------- |
| Kitatsuru       | Kosuge - Tabayama                                                       |
| Minamikoma      | Fujikawa - Hayakawa - Minobu - Nambu                                    |
| Minamitsuru     | Doshi - Fujikawaguchiko - Narusawa - Nishikatsura - Oshino - Yamanakako |
| Nakakoma        | Showa                                                                   |
| Nishiyatsushiro | Ichikawamisato                                                          |

### Fusies
(situatie op 28 maart 2010) 
Zie ook: Gemeentelijke herindeling in Japan
- Op 1 maart 2003 werd de gemeente Tomizawa van het District Minamikoma samengevoegd met de gemeente Nambu.
- Op 1 april 2003 smolten de gemeenten Shirane, Wakakusa, Kushigata, Kouzai, Hatta en Ashiyasu (allen van het District Nakakoma) samen tot de nieuwe stad Minami-Alps.
- Op 15 november 2003 fusioneerden Kawaguchiko, Katsuyama en Ashiwada van het District Minamitsuru tot de nieuwe gemeente Fujikawaguchiko.
- Op 1 september 2004 werd de gemeente Futaba van het District Kitakoma en de gemeenten Ryuou en Shikishima van het District Nakakoma samengevoegd tot de nieuwe stad Kai.
- Op 13 september 2004 fusioneerden de gemeenten Nakatomi van het District Minamikoma en Shimobe van het District Nishiyatsushiro tot de nieuwe gemeente Minobu.
- Op 12 oktober 2004 smolten de gemeenten Ichinomiya, Isawa, Misaka, Sakaigawa, Yatasushiro (allen van het District Higashiyatsushiro) en de gemeente Kasugai van het District Higashiyamanashi samen tot de nieuwe stad Fuefuki.
- Op 1 november 2004 werden de gemeenten Akeno, Hakushu, Mukawa, Nagasaka, Oizumi, Sutama en Takane (allen van het District Kitakoma) samengevoegd tot de nieuwe stad Hokuto.
- Op 13 februari 2005 fusioneerde de gemeente Uenohara van het District Kitatsuru met de gemeente Akiyama van het District Minamitsuru tot de nieuwe stad Uenohara.
- Op 22 maart 2005 werden de gemeenten Makioka en Mitomi van het District Higashiyamanashi aangehecht bij de stad Yamanashi.
- Op 1 oktober 2005 fusioneerden de gemeenten Ichikawadaimon, Mitama en Rokugo (allen van het District Nishiyatsushiro) tot de nieuwe gemeente Ichikawamisato.
- Op 1 november 2005 fusioneerde de stad Enzan met de gemeenten Katsunuma en Yamato (beide van het District Higashiyamanashi) tot de nieuwe stad Kōshū. Het District Higashiyamanashi verdween door deze fusie.
- Op 20 februari 2006 smolten de gemeenten Tamaho en Tatomi van het District Nakakoma en de gemeenten Toyotomi van het District Higashiyatsushiro samen tot de nieuwe stad Chūō.
- Op 1 maart 2006 werd het noordelijk deel van de gemeente Kamikuishiki van het District Nishiyatsushiro (Furuseki, Kakehashi) samen met de gemeente Nakamichi van het District Higashiyatsushiro aangehecht bij de stad Kofu. Het zuidelijk deel van de gemeente Kamikuishiki (Fujigane, Motosu, Shoji) werd aangehecht bij de gemeente Fujikawaguchiko in het District Minamitsuru.
- Op 15 maart 2006 werd de gemeente Kobuchisawa van het District Kitakoma aangehecht bij de stad Hokuto. Het District Kitakoma verdween na deze fusie.
- Op 1 augustus 2006 werd de gemeente Ashigawa aangehecht door de stad Fuefuki. Het District Higashiyatsushiro verdween ten gevolge van deze fusie.
- Op 8 maart 2010 fuseerden de gemeenten Kajikazawa en Masuho (District Minamikoma) tot de nieuwe gemeente Fujikawa (富士川町, Fujikawa-chō）.[1]

## Bezienswaardigheden
- De berg Fuji
- De vijf Fuji-meren
- Aokigahara - Bos aan de voet van de berg Fuji.